# Oxytorus corniger
Oxytorus corniger là một loài tò vò trong họ Ichneumonidae.